# Етюд (шахи)
Ша́ховий етю́д (від фр. étude, дос. «вивчення, дослідження») — позиція в шахах, яку склав шаховий композитор, коли одна зі сторін (зазвичай білі) має виконати завдання (виграти чи зробити нічию), без зазначення кількості ходів, необхідних для досягнення цієї мети. Композитора, який складає етюди, називають етюдистом.
Етюд ближчий до практичної партії, ніж задача. Початкова позиція етюду зазвичай має природний вигляд і нагадує положення з партії (частіше з ендшпілю, рідше — з середини гри). Розв'язок етюду полягає у знаходженні задуманого автором шляху, який веде до виконання завдання.
Прихованість та складність розв'язання етюду досягаються шляхом маскування основної ідеї за допомогою вступної гри та надання чорним можливості активної контргри. В етюді необхідно дотримуватись основних принципів етюдної шахової композиції:
- Легальність початкової позиції, природність та економічність її форми.
- Розв'язуваність у всіх варіантах.
- Розв'язок повинен бути єдиним (за умови найкращих відповідей суперника), складнознаходжуваним і має справляти художнє враження. Побічні розв'язки у тематичних варіантах не допускаються.

## Приклади
«Szachy», 1978, І приз 
|   | a | b | c | d | e | f | g | h |   |
| 8 | d7 чорний слон · a6 білий пішак · b5 чорна тура · e5 білий пішак · c4 біла тура · f4 білий король · b2 чорний слон · h1 чорний король | d7 чорний слон · a6 білий пішак · b5 чорна тура · e5 білий пішак · c4 біла тура · f4 білий король · b2 чорний слон · h1 чорний король | d7 чорний слон · a6 білий пішак · b5 чорна тура · e5 білий пішак · c4 біла тура · f4 білий король · b2 чорний слон · h1 чорний король | d7 чорний слон · a6 білий пішак · b5 чорна тура · e5 білий пішак · c4 біла тура · f4 білий король · b2 чорний слон · h1 чорний король | d7 чорний слон · a6 білий пішак · b5 чорна тура · e5 білий пішак · c4 біла тура · f4 білий король · b2 чорний слон · h1 чорний король | d7 чорний слон · a6 білий пішак · b5 чорна тура · e5 білий пішак · c4 біла тура · f4 білий король · b2 чорний слон · h1 чорний король | d7 чорний слон · a6 білий пішак · b5 чорна тура · e5 білий пішак · c4 біла тура · f4 білий король · b2 чорний слон · h1 чорний король | d7 чорний слон · a6 білий пішак · b5 чорна тура · e5 білий пішак · c4 біла тура · f4 білий король · b2 чорний слон · h1 чорний король | 8 |
| 7 | d7 чорний слон · a6 білий пішак · b5 чорна тура · e5 білий пішак · c4 біла тура · f4 білий король · b2 чорний слон · h1 чорний король | d7 чорний слон · a6 білий пішак · b5 чорна тура · e5 білий пішак · c4 біла тура · f4 білий король · b2 чорний слон · h1 чорний король | d7 чорний слон · a6 білий пішак · b5 чорна тура · e5 білий пішак · c4 біла тура · f4 білий король · b2 чорний слон · h1 чорний король | d7 чорний слон · a6 білий пішак · b5 чорна тура · e5 білий пішак · c4 біла тура · f4 білий король · b2 чорний слон · h1 чорний король | d7 чорний слон · a6 білий пішак · b5 чорна тура · e5 білий пішак · c4 біла тура · f4 білий король · b2 чорний слон · h1 чорний король | d7 чорний слон · a6 білий пішак · b5 чорна тура · e5 білий пішак · c4 біла тура · f4 білий король · b2 чорний слон · h1 чорний король | d7 чорний слон · a6 білий пішак · b5 чорна тура · e5 білий пішак · c4 біла тура · f4 білий король · b2 чорний слон · h1 чорний король | d7 чорний слон · a6 білий пішак · b5 чорна тура · e5 білий пішак · c4 біла тура · f4 білий король · b2 чорний слон · h1 чорний король | 7 |
| 6 | d7 чорний слон · a6 білий пішак · b5 чорна тура · e5 білий пішак · c4 біла тура · f4 білий король · b2 чорний слон · h1 чорний король | d7 чорний слон · a6 білий пішак · b5 чорна тура · e5 білий пішак · c4 біла тура · f4 білий король · b2 чорний слон · h1 чорний король | d7 чорний слон · a6 білий пішак · b5 чорна тура · e5 білий пішак · c4 біла тура · f4 білий король · b2 чорний слон · h1 чорний король | d7 чорний слон · a6 білий пішак · b5 чорна тура · e5 білий пішак · c4 біла тура · f4 білий король · b2 чорний слон · h1 чорний король | d7 чорний слон · a6 білий пішак · b5 чорна тура · e5 білий пішак · c4 біла тура · f4 білий король · b2 чорний слон · h1 чорний король | d7 чорний слон · a6 білий пішак · b5 чорна тура · e5 білий пішак · c4 біла тура · f4 білий король · b2 чорний слон · h1 чорний король | d7 чорний слон · a6 білий пішак · b5 чорна тура · e5 білий пішак · c4 біла тура · f4 білий король · b2 чорний слон · h1 чорний король | d7 чорний слон · a6 білий пішак · b5 чорна тура · e5 білий пішак · c4 біла тура · f4 білий король · b2 чорний слон · h1 чорний король | 6 |
| 5 | d7 чорний слон · a6 білий пішак · b5 чорна тура · e5 білий пішак · c4 біла тура · f4 білий король · b2 чорний слон · h1 чорний король | d7 чорний слон · a6 білий пішак · b5 чорна тура · e5 білий пішак · c4 біла тура · f4 білий король · b2 чорний слон · h1 чорний король | d7 чорний слон · a6 білий пішак · b5 чорна тура · e5 білий пішак · c4 біла тура · f4 білий король · b2 чорний слон · h1 чорний король | d7 чорний слон · a6 білий пішак · b5 чорна тура · e5 білий пішак · c4 біла тура · f4 білий король · b2 чорний слон · h1 чорний король | d7 чорний слон · a6 білий пішак · b5 чорна тура · e5 білий пішак · c4 біла тура · f4 білий король · b2 чорний слон · h1 чорний король | d7 чорний слон · a6 білий пішак · b5 чорна тура · e5 білий пішак · c4 біла тура · f4 білий король · b2 чорний слон · h1 чорний король | d7 чорний слон · a6 білий пішак · b5 чорна тура · e5 білий пішак · c4 біла тура · f4 білий король · b2 чорний слон · h1 чорний король | d7 чорний слон · a6 білий пішак · b5 чорна тура · e5 білий пішак · c4 біла тура · f4 білий король · b2 чорний слон · h1 чорний король | 5 |
| 4 | d7 чорний слон · a6 білий пішак · b5 чорна тура · e5 білий пішак · c4 біла тура · f4 білий король · b2 чорний слон · h1 чорний король | d7 чорний слон · a6 білий пішак · b5 чорна тура · e5 білий пішак · c4 біла тура · f4 білий король · b2 чорний слон · h1 чорний король | d7 чорний слон · a6 білий пішак · b5 чорна тура · e5 білий пішак · c4 біла тура · f4 білий король · b2 чорний слон · h1 чорний король | d7 чорний слон · a6 білий пішак · b5 чорна тура · e5 білий пішак · c4 біла тура · f4 білий король · b2 чорний слон · h1 чорний король | d7 чорний слон · a6 білий пішак · b5 чорна тура · e5 білий пішак · c4 біла тура · f4 білий король · b2 чорний слон · h1 чорний король | d7 чорний слон · a6 білий пішак · b5 чорна тура · e5 білий пішак · c4 біла тура · f4 білий король · b2 чорний слон · h1 чорний король | d7 чорний слон · a6 білий пішак · b5 чорна тура · e5 білий пішак · c4 біла тура · f4 білий король · b2 чорний слон · h1 чорний король | d7 чорний слон · a6 білий пішак · b5 чорна тура · e5 білий пішак · c4 біла тура · f4 білий король · b2 чорний слон · h1 чорний король | 4 |
| 3 | d7 чорний слон · a6 білий пішак · b5 чорна тура · e5 білий пішак · c4 біла тура · f4 білий король · b2 чорний слон · h1 чорний король | d7 чорний слон · a6 білий пішак · b5 чорна тура · e5 білий пішак · c4 біла тура · f4 білий король · b2 чорний слон · h1 чорний король | d7 чорний слон · a6 білий пішак · b5 чорна тура · e5 білий пішак · c4 біла тура · f4 білий король · b2 чорний слон · h1 чорний король | d7 чорний слон · a6 білий пішак · b5 чорна тура · e5 білий пішак · c4 біла тура · f4 білий король · b2 чорний слон · h1 чорний король | d7 чорний слон · a6 білий пішак · b5 чорна тура · e5 білий пішак · c4 біла тура · f4 білий король · b2 чорний слон · h1 чорний король | d7 чорний слон · a6 білий пішак · b5 чорна тура · e5 білий пішак · c4 біла тура · f4 білий король · b2 чорний слон · h1 чорний король | d7 чорний слон · a6 білий пішак · b5 чорна тура · e5 білий пішак · c4 біла тура · f4 білий король · b2 чорний слон · h1 чорний король | d7 чорний слон · a6 білий пішак · b5 чорна тура · e5 білий пішак · c4 біла тура · f4 білий король · b2 чорний слон · h1 чорний король | 3 |
| 2 | d7 чорний слон · a6 білий пішак · b5 чорна тура · e5 білий пішак · c4 біла тура · f4 білий король · b2 чорний слон · h1 чорний король | d7 чорний слон · a6 білий пішак · b5 чорна тура · e5 білий пішак · c4 біла тура · f4 білий король · b2 чорний слон · h1 чорний король | d7 чорний слон · a6 білий пішак · b5 чорна тура · e5 білий пішак · c4 біла тура · f4 білий король · b2 чорний слон · h1 чорний король | d7 чорний слон · a6 білий пішак · b5 чорна тура · e5 білий пішак · c4 біла тура · f4 білий король · b2 чорний слон · h1 чорний король | d7 чорний слон · a6 білий пішак · b5 чорна тура · e5 білий пішак · c4 біла тура · f4 білий король · b2 чорний слон · h1 чорний король | d7 чорний слон · a6 білий пішак · b5 чорна тура · e5 білий пішак · c4 біла тура · f4 білий король · b2 чорний слон · h1 чорний король | d7 чорний слон · a6 білий пішак · b5 чорна тура · e5 білий пішак · c4 біла тура · f4 білий король · b2 чорний слон · h1 чорний король | d7 чорний слон · a6 білий пішак · b5 чорна тура · e5 білий пішак · c4 біла тура · f4 білий король · b2 чорний слон · h1 чорний король | 2 |
| 1 | d7 чорний слон · a6 білий пішак · b5 чорна тура · e5 білий пішак · c4 біла тура · f4 білий король · b2 чорний слон · h1 чорний король | d7 чорний слон · a6 білий пішак · b5 чорна тура · e5 білий пішак · c4 біла тура · f4 білий король · b2 чорний слон · h1 чорний король | d7 чорний слон · a6 білий пішак · b5 чорна тура · e5 білий пішак · c4 біла тура · f4 білий король · b2 чорний слон · h1 чорний король | d7 чорний слон · a6 білий пішак · b5 чорна тура · e5 білий пішак · c4 біла тура · f4 білий король · b2 чорний слон · h1 чорний король | d7 чорний слон · a6 білий пішак · b5 чорна тура · e5 білий пішак · c4 біла тура · f4 білий король · b2 чорний слон · h1 чорний король | d7 чорний слон · a6 білий пішак · b5 чорна тура · e5 білий пішак · c4 біла тура · f4 білий король · b2 чорний слон · h1 чорний король | d7 чорний слон · a6 білий пішак · b5 чорна тура · e5 білий пішак · c4 біла тура · f4 білий король · b2 чорний слон · h1 чорний король | d7 чорний слон · a6 білий пішак · b5 чорна тура · e5 білий пішак · c4 біла тура · f4 білий король · b2 чорний слон · h1 чорний король | 1 |
|   | a | b | c | d | e | f | g | h |   |

 
 

1.a7 Тa5 2.e6! С:e6 (2...Сa4 3.e7 Т:a7 4.Тe4 =) 3.Тe4 Сc1+ 4.Kpg3 Тa3+ 5.Kpf2 Тa2+ 6.Kpg3! Тg2+ 7.Kpf3 (але не 7.Kph4? Сg5+ 8.Kph5 Сf7#) 7...Сd5 8.a8Ф С:a8 - ідеальний пат зі зв'язкою тури. 